# 亨廷顿海滩码头
亨廷顿海滩码头（Huntington Beach Pier）是一个市政码头，位于加利福尼亚亨廷顿海滩。它位于主街尽头，全长1,850英尺（560），是美国西海岸最长的公共码头之一。
亨廷顿海滩码头是亨廷顿海滩这个“美国冲浪城”的的主要标志之一，也是该市著名的海滩文化的中心，受冲浪者欢迎的聚会场所。

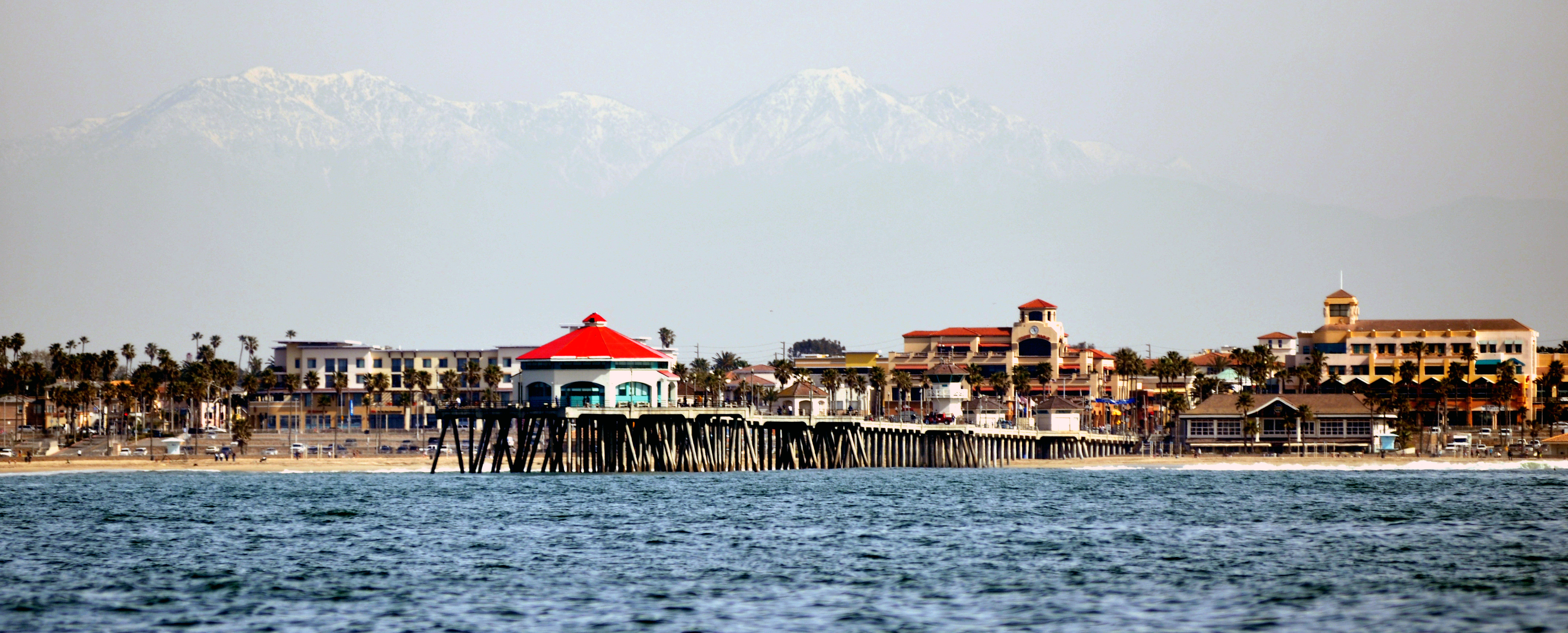

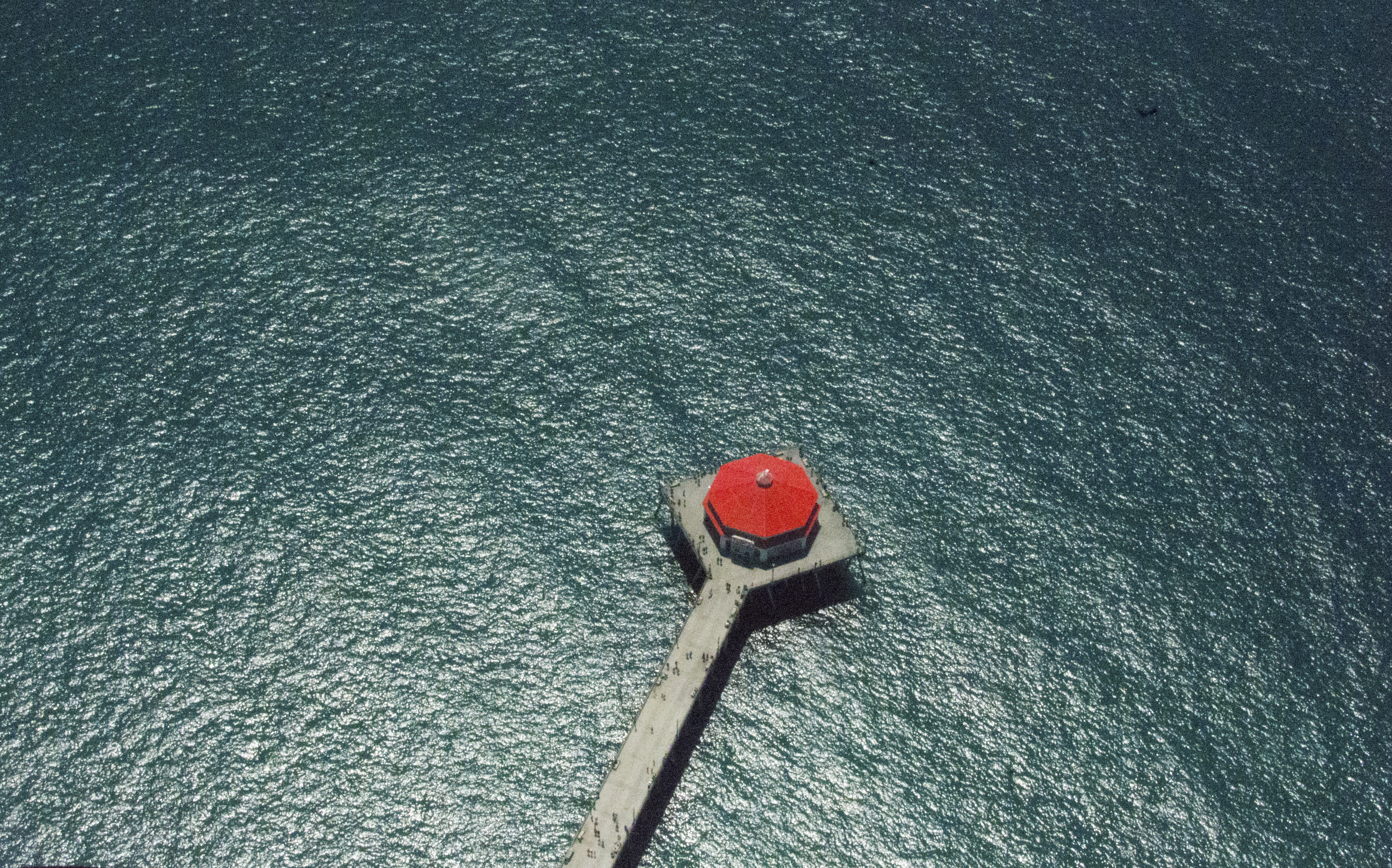
从空中俯瞰码头

1989年8月24日，亨廷顿海滩码头列入國家史蹟名錄。